# Protoplasa fitchii
Protoplasa fitchii är en tvåvingeart som beskrevs av Osten Sacken 1860. Protoplasa fitchii ingår i släktet Protoplasa och familjen Tanyderidae. Inga underarter finns listade i Catalogue of Life.